# Pietro Chesi
Pietro Chesi (Gambassi Terme, 24 novembre 1902 – Firenze, 11 agosto 1944) è stato un ciclista su strada italiano.
Professionista e indipendente tra il 1925 e il 1934, soprannominato Pelo, vinse la Milano-Sanremo del 1927.

## Carriera
Milite ciclista presso la legione di Carpi, corse per la carpigiana U.C. Nicolò Biondo. Nel 1927 ottenne una vittoria a sorpresa alla Milano-Sanremo, precedendo i favoriti Alfredo Binda e Domenico Piemontesi, dopo essere andato in fuga a più di 200 km dal traguardo. In questo modo colse la sua prima e unica vittoria da professionista. Fu sesto alla Milano Sanremo dell'anno successivo e decimo al Giro d'Italia 1928, dove conquistò un significativo terzo posto nella tappa più dura, la Arezzo-Sulmona vinta da Binda. Di temperamento temerario e sregolato, ebbe una carriera ciclistica di breve durata, che si concluse di fatto con la squalifica per traino subita alla fine della decima tappa Genova-Cuneo del Giro d'Italia 1931, dopo la quale il suo nome scomparve dagli ordini di arrivo.
Catturato nell'agosto 1944 a Firenze dai partigiani per la sua adesione alla RSI nelle file delle Brigate Nere volute da Alessandro Pavolini, fu processato da un improvvisato tribunale popolare e rilasciato per l'intervento di un ammiratore. Pochi giorni dopo fu nuovamente catturato da un gruppo di antifascisti e fucilato non molto distante dalla Basilica di Santa Croce a Firenze.
È sepolto nel sacrario dedicato ai caduti della Repubblica Sociale al Cimitero di Trespiano.

## Palmarès
- 1927

Milano-Sanremo

## Piazzamenti

### Grandi Giri
- Giro d'Italia

1928: 10º

### Classiche monumento
- Milano-Sanremo

1927: vincitore
1928: 6º
1929: 19º
- Giro di Lombardia

1929: 26º